# Almaguer
Almaguer es un municipio colombiano ubicado al sur del departamento del Cauca. Fue fundado en 19 de agosto de 1551 por conquistadores españoles, siendo erigido municipio en el siglo XVIII. Pertenece a la provincia del Sur y es también conocido como el corazón del Macizo Colombiano.

## Toponimia
Su nombre fue un homenaje al licenciado Francisco Briceño, gobernador suplente de Popayán, y quien otorgó la licencia a Alonso de Fuenmayor para fundar la ciudad, pues Briceño era oriundo del Corral de Almaguer en La Mancha, Toledo, España. Luego fue presidente de la Real Audiencia de Santafé de Bogotá, donde falleció ejerciendo el cargo el 13 de diciembre de 1575.

## Historia
Aunque son muchas y muy variadas las versiones sobre la fundación de Almaguer, la más aceptada es aquella que afirma que Almaguer fue fundado el 19 de agosto de 1551 por Alonso de Fuenmayor y se erigió como una de las principales ciudades del sur del país.
Como el día en que se hizo oficial la fundación fue el 19 de agosto, día de san Luis, se le agregó el nombre de San Luis de Almaguer, pues durante el proceso de fundación también fue llamado ciudad del César y declarado Distrito Minero de la América Española, razón por la cual recibió del rey Felipe II de España el escudo de armas y el título de “Muy noble y muy leal ciudad”.
Por ser una de las ciudades más importantes de la provincia, en Almaguer residía el alférez real, teniente del gobernador, los alcaldes de primera y segunda dominación, el alcalde ordinario de la santa hermandad, los capitanes de milicias reales, escribanos públicos y demás empleados y autoridades que regulaban el mecanismo colonial.
Más tarde repetidos movimientos sísmicos hicieron venir a menos el auge de Almaguer, el temblor del año de 1740, fue tan recio y prolongado que los vecinos se vieron obligados a toldar por quince días en la plaza pública. El terremoto de 1765 la destruyó casi totalmente y obstruyó los socavones de sus ricas minas, en las que trabajaban hasta dos mil peones (indios y negros) que sacaban de una sola mina treinta mil pesos de oro mensuales.
Al presente se ven todavía escombros de edificios, trazados de antiguas calles y otras ruinas que revelan lo que fue la ciudad, como la quebrada de Gudiño, donde existió la casa de uno de los fundadores, Álvaro de Gudiño, lugar en el que hasta hace un tiempo solían encontrarse piezas de oro y plata labradas y que hoy en día es quizá el único recuerdo que Almaguer conserva de su pasado.

## División Político-Administrativa
Además de su Cabecera municipal. Almaguer tiene bajo su jurisdicción los siguientes Centros poblados:
- Caquiona
- La Honda
- Llacuanas
- San Jorge - La Herradura
- Tablón

## Economía
La principal actividad económica de los habitantes del municipio es la agricultura tradicional, con predominio de cultivos orgánicos en pequeña propiedad (chagra): café, caña de azúcar, plátano, frutales. Ganadería bovina. A menor escala: Amapola, Coca. En la economía rural – campesina, los productos que ahí se cosechan resultan insuficientes para satisfacer las necesidades de la población, por lo que la mayoría de los productos deben ser llevados desde otros municipios y regiones vecinas, por la principal vía carreteable, que desde la ciudad de Popayán pasa por los Municipios de Timbio, Rosas, La Sierra y la Vega; hasta su casco urbano.
El sistema vial del municipio de Almaguer se estructura en forma radial, con centro en la cabecera municipal: Cabecera Norte: Municipio de La Vega, Pancitará. Cabecera Sur: Municipio de Bolívar. Cabecera Occidente: Municipios de Bolívar, Sucre y Patia. Cabecera Oriente: Municipios de San Sebastián y Santa Rosa, pasando por los poblados de Santiago, El Rosal y Valencia. Forma parte del llamado anillo vial del Macizo Colombiano, que une a los municipios de Rosas, La Sierra, La Vega, San Sebastián, Bolívar, Sucre y El Bordo (Patia), circulación que posibilita un circuito de mercados que parte de la vía panamericana y regresa a ella en los puntos de La Lupa (Municipio de Patía) y en la cabecera del Municipio de Rosas. La vía sobre la cual recorremos en el circuito ya nombrado es de carácter departamental, tiene un ancho no mayor a 8 m, permitiendo la circulación de dos vehículos. Su acabado es variado puesto que se encuentra pavimento en los municipios de Patia, Bolívar y La Sierra y material afirmado en los municipios de Rosas, La Vega y San Sebastián.

## Geografía
El Municipio de Almaguer está situado en el Departamento del Cauca, al sur oriente de su capital Popayán y distante de ella a 172 km.
Pertenece al denominado Macizo Colombiano, catalogado como la fábrica de agua más importante del país. La población de Almaguer se halla situada al pie de la colina de Belén - Panecillos y Santa Bárbara, como sus cerros tutelares, ceñida por el poderoso macizo de la cordillera de los Andes que al NE de Almaguer se bifurca para formar las dos ramas gigantescas de los andes Colombianos.
Límites del municipio:
Al Norte: Municipio de La Vega. Al sur: Municipios de Bolívar y San Sebastián. Al Oriente: Municipio de San Sebastián. Y al Occidente: Municipio de Sucre.
Extensión total: 320 km². /// Extensión área urbana: 0.33 km². /// Extensión área rural: 319.67 km². /// Altitud de la cabecera municipal (metros sobre el nivel del mar): 2.312 /// Temperatura media: 17 °C. /// Distancia de referencia: a 172 km de Popayán
La Estructura Ecológica Principal de Almaguer está conformada por tres componentes cuya conexión consolida una red a través de todo el territorio, con clara integración entre la porción urbana y rural: El Sistema de Áreas Protegidas de la Estructura Ecológica Principal, denominado “Los Bosques de Almaguer”, las Áreas de Manejo Especial de las Rondas de los Ríos San Jorge, Humus, Blanco, Caquiona, Ruiz y Marmato y el Sistema Integrado de Parques.

## Cultura
Almaguer es un municipio de población mayoritariamente rural, distribuida entre la cabecera municipal, siete corregimientos y 62 veredas.
La mayoría de la población practica la religión católica, pero también existe una iglesia protestante – evangélica que tiene presencia en algunas de las veredas y corregimientos y un pequeño sector de la cabecera municipal. 
Las fiestas religiosas, como la Fiesta Patronal, la celebración de los Sagrados Corazones, la Semana Santa, el sacramento de la Confirmación (que se realiza una vez cada dos años) y la Navidad, son los principales acontecimientos que propician el encuentro sociocultural entre todos los habitantes del municipio. Cada corregimiento también posee una fiesta patronal propia, según la Virgen venerada en cada capilla, celebración que convoca a los habitantes de las diferentes veredas e incluso a los habitantes de la cabecera municipal, quienes también se desplazan a los corregimientos para dichas celebraciones. 
El carácter sagrado de las fiestas religiosas es respetado en su totalidad y jamás se mezcla con otro tipo de actividades, a excepción de la Navidad, en la que toman mucho valor las actividades de esparcimiento, generalmente ligadas a las fiestas “bailables” y al consumo de alcohol.
En cuanto al ámbito cultural Almaguer fue declarado “Patrimonio Histórico, Artístico y Cultural de Colombia”, por poseer valores del conjunto urbano que acreditan ser conservados e incluidos en la lista de bienes culturales de la Nación. Dicha determinación fue tomada luego del estudio realizado por el Consejo de Monumento Nacionales, en donde se analizaron antecedentes presentados por el Comité del consejo de División de Inventarios de la Nación y este emitió la resolución 0013 de 1986 por medio de la cual incluye en el libro la localidad de Almaguer.
Las prácticas culturales más representativas giran en torno de la música, en especial de las “Chirimías”, grupos musicales autóctonos que se encuentran a lo largo y ancho de todo el municipio, pues cada corregimiento y cada vereda cuenta con un grupo propio que ameniza los diferentes eventos culturales y acompaña, en especial, los de carácter religioso (fiestas patronales, novenas de Navidad, etc.)
La mayoría de eventos culturales se realizan en los colegios y escuelas, que son los principales sitios de encuentro de las comunidades, el maestro es además líder comunitario y portavoz de noticias. Los principales eventos de este tipo son “la semana cultural”, organizada, en diferentes fechas, por cada uno de los dos colegios de la cabecera municipal (en la que convergen las diversas expresiones del municipio) y la Fiesta de los Sagrados Corazones, en la que cultura y religión se hacen uno solo.
A nivel social Almaguer, según el último informe de planeación nacional, es el primer municipio con el mayor índice de necesidades básicas insatisfechas del país, lo que evidencia los graves problemas socioeconómicos de la población y la poca inversión del estado en el municipio.
En el ámbito comunicativo todas las informaciones se transmiten a través de los docentes, las juntas de acción comunal, el sacerdote y el uso del teléfono celular, pues el municipio cuenta con la cobertura de tres compañías de telefonía móvil. Es muy usado también el altoparlante. Pero no existe una cultura comunicativa de participación, pues la información es generada desde unos pocos sectores, recibida por algunos de los habitantes del municipio y no es retroalimentada.